# Ju Kwang-min
Ju Kwang-min (20 de maio de 1990) é um futebolista profissional norte-coreano que atua como goleiro.

## Carreira
Ju Kwang-min representou a Seleção Norte-Coreana de Futebol na Copa da Ásia de 2015.